# Romeu
Romeu Pellicciari, conosciuto meglio come Romeu (Jundiaí, 26 marzo 1911 – San Paolo, 15 luglio 1971), è stato un calciatore brasiliano.

## Carriera
Romeu iniziò la sua carriera nelle squadre dilettantistiche di Jundiaí e nel 1930 passò al Palestra Itália (futuro Palmeiras) dove vinse tre volte il Campionato Paulista. Nel 1935, Romeu passò al Fluminense.
I numerosi successi nel Fluminense gli fecero guadagnare un posto in Nazionale per il Campionato mondiale di calcio 1938.
Dopo il Mondiale, Romeu ebbe numerose offerte da parte dei club europei ma preferì trascorrere il resto della sua carriera in Brasile.

## Palmarès

### Club
- Campionato paulista: 4

Palestra Itália-Palmeiras: 1932, 1933, 1934, 1942
- Torneo Rio-San Paolo: 1

Palestra Itália: 1933
- Campionato Carioca: 4

Fluminense: 1936, 1937, 1938, 1940, 1941

### Individuale
- Capocannoniere del Campionato Paulista: 1934 (13 gol)